# Paolo Fabbri
Pour les articles homonymes, voir Fabbri.
Paolo Fabbri (né le 17 avril 1939 à Rimini et mort dans la même ville le 2 juin 2020) est un sémioticien italien, professeur à l'université de Bologne.

## Biographie
Paolo Fabbri étudie à Florence puis à Paris, à l'École pratique des hautes études où il cotoie Roland Barthes, Lucien Goldmann et Algirdas Julien Greimas.
Paolo Fabbri a dirigé l'Istituto italiano di cultura de Paris de 1992 à 1996.
Il a enseigné aux universités de Florence, Urbino, Palerme, à l'École des hautes études en sciences sociales et au Collège international de philosophie, et aussi aux États-Unis, en Australie, au Canada, en Espagne, au Brésil et en Argentine. Il a été professeur à la Facoltà di Arte e Design de l'Université IUAV de Venise.
En 1970, Paolo Fabbri co-fonde le Centro di Semiotica di Urbino (Centre de sémiotique d'Urbin) avec Carlo Bo et Giuseppe Paioni. Il est le codirecteur de la revue Mezzavoce éditée par les ministères italiens et français des Affaires étrangères. Auteur de plusieurs ouvrages et articles en plusieurs langues, il s'est intéressé principalement à la langue, aux problèmes de la communication et du langage, mais aussi aux systèmes et processus sémiotiques dans une perspective proche de celle de A.-J. Greimas et Jacques Fontanille.
Il a été président de l'Association internationale de sémiotique visuelle.

## Principales publications
- Pertinence et adéquation, trad. de l'italien par Francis Debyser, Limoges, PULIM, 1992.
- (es) Tactica de los signos. Ensayos de Semiotica, Gedisa Editorial, Barcelone, l995.
- Au nom du sens : autour de l'œuvre d'Umberto Eco, (avec Jean Petitot), Paris, Grasset, 2000.
- (it) La svolta semiotica, Rome, G. Laterza, 2001.
- (it) Gianfranco Baruchello. Flussi, pieghe, pensieri in bocca, Milan, Skira, 2007.

## Honneurs
Il est fait professeur honoris causa de l'université du Chili à Santiago, de l'Université de Limoges et de l'université de Lima.

## Décorations
- Chevalier de l'ordre des Palmes académiques Il est fait chevalier en 1989[3].
- Officier de l'ordre des Arts et des Lettres

## Dans le culture populaire
Dans le roman d'Umberto Eco Le Nom de la rose, l'auteur s'est inspiré de Fabbri pour le personnage Paolo da Rimini, surnommé Abbas Agraphicus, qui a fondé la bibliothèque.